# Гаджыдюньямалылар
Гаджыдюньямалылар (азерб. Hacıdünyamalılar), ранее — Ванк (азерб. Vəng, арм. Վանք — «монастырь», пехл. vāng / vang — «звук», перс. vang‎ — «внезапный очень громкий шум»), до 1950 года — Шорбулаг (азерб. Şorbulaq) — село в Зарском сельском административно-территориальном округе Кельбаджарского района Азербайджана на реке Тертер у горы Тавлабаш.

## Этимология
Считается, что современное название села «Гаджыдюньямалылар» связано с основателем села — Гаджи Дюньямалы. На 1977 год село по-русски называлось Ванк — согласно Энциклопедическому словарю топонимов Азербайджана, это название было связано с тем, что неподалёку от села находились развалины древнего храма. Согласно этому словарю, населённый пункт 1950 года назывался Шорбулаг.

## История
Согласно Энциклопедическому словарю топонимов Азербайджана населённый пункт был основан в XIX веке семьями из родов гаджыэллазлар (азерб. hacıellazlar) и молламахаммадлар (азерб. mollaməhəmmədlər) на месте кочевья села Везирхана (Безирхана) и до 1950 года назывался Шорбулаг (азерб. Şorbulaq).
8 августа 1930 года был образован Кельбаджарский район Азербайджанской ССР. На 1977 год село по-русски называлось Ванк и являлось одним из сёл Зарского сельсовета данного района.
После принятой Верховным Советом Азербайджанской Республики Деклорации «О восстановлении государственной независимости Азербайджанской Республики» от 30 августа 1991 года, 18 октября того же года был принят Конституционный акт «О государственной независимости Азербайджанской Республики». В настоящее время село называется Гаджыдюньямалылар и входит в состав Зарского сельского административно-территориального округа Кельбаджарского района Азербайджана.
Во время Первой карабахской войны в начале 1990-х годов в Кельбаджарском районе велись боевые действия. В 1993 году село было занято армянскими вооружёнными формированиями и попало под контроль непризнанной Нагорно-Карабахской Республики (НКР).
25 ноября 2020 года, по итогам Второй карабахской войны и на основании трёхстороннего заявления между Азербайджаном, Арменией и Россией, подписанного в ночь с 9 по 10 ноября 2020 года, село вместе с районом возвращены Азербайджану.